# Destroy This Mad Brute – Enlist

Destroy This Mad Brute – Enlist

Destroy This Mad Brute – Enlist (pol. Zniszcz tego szalonego brutala – Zaciągnij się) – amerykański plakat propagandowy z okresu I wojny światowej autorstwa Harry’ego Ryle Hoppsa, zachęcający do wstępowania do United States Army.
Plakat był jedną z najskuteczniejszych form przekazywania treści opinii publicznej podczas I wojny światowej. Po przystąpieniu Stanów Zjednoczonych do wojny w 1917 roku, stworzono dużą liczbę plakatów werbunkowych, które były eksponowane w całym kraju. Wiele projektów, w tym ten, przedstawiało wroga jako barbarzyńskiego i zagrażającego cnocie reszty świata; wykorzystanie na wpół ubranej kobiety reprezentującej Stany Zjednoczone było powszechnym motywem w propagandzie I wojny światowej. Przedstawienie Niemiec jako okrutnej małpy zostało ponownie wykorzystane w plakatach podczas II wojny światowej.

## Opis
Plakat przedstawia wąsatego, obślinionego goryla z otwartą paszczą i z wytrzeszczonymi oczami patrzącymi wprost na widza, który trzyma w uścisku przerażoną kobietę. Na głowie zwierzęcia widoczna jest pikielhauba z napisem Militaryzm, a w prawej dłoni dzierży zakrwawioną maczugę z napisem Kultura. Ziemia po której stąpa goryl jest oznaczona napisem Ameryka. W tle widać taflę wody i zrujnowane budynki.